# Бергёйс, Стевен
Стевен Бергёйс (нидерл. Steven Berghuis; род. 19 декабря 1991, Апелдорн, Гелдерланд) — нидерландский футболист, полузащитник клуба «Аякс» и сборной Нидерландов.

## Клубная карьера

### «Твенте»

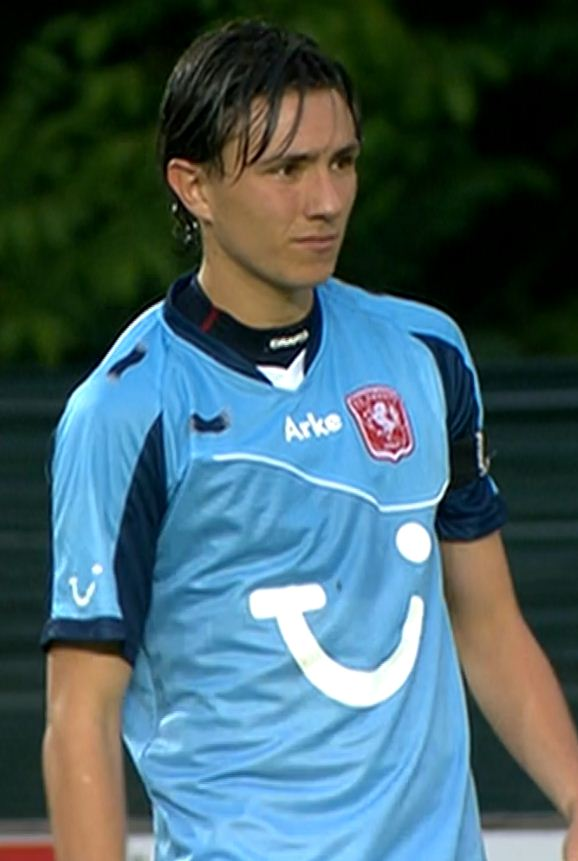
Бергёйс во время выступления за «Твенте».

Воспитанник клуба АГОВВ. В 2009 году перешёл в академию «Твенте» (до этого выступал за молодежную команду «Гоу Эхед Иглз»). Спустя год, заключил контракт с клубом сроком на два года.
В январе 2011 года главный тренер «Твенте» Мишель Прюдомм вызвал Стевена для предсезонной подготовки вместе с основной командой в Ла-Манге. 19 января 2011 года дебютировал за клуб, выйдя на замену в матче с «Хераклес». На тот момент счёт на табло был 5:0, и после выхода игрока до конца матча не менялся.
23 июня 2011 года в предсезонной игре против ДОС '37 забил свой первый гол за клуб. Через неделю в товарищеской встрече отправил один из десяти мячей в ворота другого клуба, ДСВ '61. 14 июля 2011 года в международном товарищеском матче забил гол, позволивший «Твенте» одержать победу над «Фенербахче» со счётом 4:3.
После попадания в основной состав команды, Бергёйс заключил с клубом первый профессиональный контракт. В сезоне 2011/12 выходил на поле в двухматчевом противостоянии третьего квалификационном раунда Лиги Чемпионов против «Васлуя», 26 июля и 3 августа 2011 года. В составе клуба стал обладателем Суперкубка Нидерландов 2011 года. 7 августа 2011 года дебютировал за основную команду в 1 туре Эредивизи 2011/12 против НАК Бреда. Спустя месяц, в Кубке Нидерландов оформил покер в ворота «Звалюэна», а сам матч закончился безоговорочной победой «Твенте» — 8:1. 4 декабря 2011 года, в игре против «Утрехта» забил первый гол в чемпионате. Команда Стевена одержала победу со счётом 6:2
20 января 2012 года игрока арендовал ВВВ-Венло, до окончания сезона 2011/12. Спустя два дня после подписания соглашения, дебютировал за клуб во встрече против «Фейеноорда», завершившейся победой со счётом 2:1. 18 февраля 2012 в игре против «Де Графсхапа» забил свой первый гол. В заключительной игре сезона Стевен отправил в ворота «Твенте» свой второй мяч за клуб. Неделю спустя, 13 мая 2012 года Бергёйс оформил дубль во втором матче плей-офф в ворота «Камбюра». Встреча завершилась победой со счётом 4:2.

### АЗ
20 июня 2012 года Стевен подписал контракт с АЗ, который заплатил за игрока 400 тысяч фунтов. Соглашение действительно до 2017 года. 23 августа 2012 года дебютировал за клуб в матче плей-офф Лиги Европы 2012/13 против «Анжи», завершившейся поражением со счётом 0:1. Через неделю дебютировал за клуб в Эредивизи, в игре против ПСВ. В этом матче его команда потерпела разгромное поражение со счётом 1:5.
Сезон 2013/14 стал для игрока более продуктивным, но ему всё также приходилось конкурировать с Йоханн Берг Гудмундссоном за место в составе. Первые в сезоне голы за клуб забил 15 сентября 2013 года, в игре с «Гоу Эхед Иглз» и 1 декабря того же года во встрече с НЕК. В матчах Кубка Нидерландов выступал на главных ролях: забил роттердамской «Спарте» и трижды отличился в матче с «Ахиллес ’29». 18 января 2014 года дважды поразил ворота НАК Бреда и сделал то же самое 2 марта 2014 года с воротами «Валвейка».
7 мая 2014 года в матче против «Херенвена» в рамках плей-офф за попадание в Лигу Европы забил один из трёх голов, благодаря которому АЗ одержал победу. В январе 2014 года получил травму сухожилия, которая выбила его из строя до конца.
Старт сезона 2014/15 Бергёйс начал с трёх мячей, отправленных в воротах «Хераклес», «Аякса» и «Дордрехта». Игрок стал часто травмироваться, и провёл всего 7 игр. К февралю Стевен забил ещё семь мячей в чемпионате, включая дубль в ворота «Херенвена». Также забил очень важные для клуба голы в матчах против «Гронингена» и «Виллем II».

### «Уотфорд»
27 июля 2015 года полузащитник подписал контракт с «Уотфордом»: сумма сделки составила около 4,6 миллионов фунтов, а Стевен получил 7 номер.
Пропустив из-за травмы начало сезона, Бергёйс дебютировал только 15 августа 2015 года в игре против «Вест Бромвич Альбиона», выйдя на замену в конце матча при нулевой ничьей.
Однако полузащитник не выдерживал конкуренцию и не подходил под расстановку 4-2-3-1, которую использовал Кике Санчес Флорес. Тренер заявил, что разочарован выступлением игрока и возлагал на него большие надежды.
После двухмесячного отсутствия в составе, Бергёйс впервые вышел на поле в третьем раунде Кубка Англии, выиграв у «Ньюкасл Юнайтед» со счетом 1: 0. Снова появиться на поле у игрока получилось только 20 апреля 2016 года, в матче против «Вест Хэм Юнайтед», в котором Стевен забил гол, но его команда проиграла — 1:3. За ним последовал поединок с «Астон Виллой». В этой встрече была одержана победа со счётом 3:2. После возвращения полузащитника в состав, главный тренер похвалил его за трудолюбие и настойчивость.
Перед началом сезона 2016/17 в клубе сменился тренер: на место Санчеса Флореса пришел Вальтер Мадзарри. Игроку было всё сложнее пробиться в состав, из-за чего ему пришлось сменить команду.

### Аренда в «Фейеноорд»
1 августа 2016 года Стевен подписал контракт с «Фейеноордом», перейдя в клуб на правах аренды до конца сезона.
Дебют игрока получился в матче-открытии сезона против «Гронингена», где он появился на поле во втором тайме, а его команда одержала победу со счётом 5:0. 27 августа 2016 года забил первый гол за клуб, во встрече против «Эксельсиора» Игра завершилась победой — 4:1. В конце 2016 года забил по мячу в ворота «Осса», АЗ и «Витесса». После удачных выступлений Стевена, начали ходить слухи о его возвращении в «Уотфорд» до окончания арендного соглашения. Эти слухи отрицал главный тренер команды, говоря, что игрок на данный момент не входит в его планы. 29 января 2017 года полузащитник забил свой пятый гол в чемпионате — на этот раз в ворота НЕКа. 5 апреля 2017 года забил три мяча «Гоу Эхед Иглз», а через четыре дня дважды поразил ворота «Зволле». Огромный вклад Стевена в игру «Фейеноорда» помог им стать чемпионами Нидерландов впервые с 1999 года. В конце сезона 2016-17 Бергёйс сказал, что хотел бы остаться в «Фейеноорде» как минимум ещё на один сезон, вместо возвращения в «Уотфорд».

### «Фейеноорд»
31 июля 2017 года объявил о заключении с игроком полноценного контракта сроком на четыре года.

## Карьера в сборной

### Начало карьеры
Выступал за юношескую и молодежную сборные Нидерландов. В октябре 2009 года получил первый вызов в состав в юношеской сборной и дебютировал за неё 9 октября в матче против Франции. Провёл две игры на юношеском Чемпионате Европы 2010: в одной из них, против Англии, забил победный гол.
В мае 2011 года Стевен был впервые вызван в молодежную сборную Нидерландов. В своем первом матче, 27 мая 2011 года, поразил ворота Израиля. Также отличился и во второй игре за молодежную сборную, во встрече с Албанией
В феврале 2012 года получил вызов в сборную до 20 лет. 29 февраля дебютировал во встрече со сборной Дании. Этот матч завершился победой со счётом 3:0.

### Сборная Нидерландов
В мае 2015 года Бергёйс получил вызов в сборную Нидерландов, однако ни разу не вышел на поле, хотя всё время был в заявке.
В мае 2016 года снова был вызван в сборную. Однако решение тренера вызвало критику болельщиков, поскольку в своём клубе он не получал игровой практики. 27 мая 2016 года дебютировал за сборную, выйдя на замену во втором тайме матча со сборной Ирландии, завершившемся ничьей 1:1. 27 марта 2021 года забил свой первый гол за сборную Нидерландов в домашнем матче второго тура отборочного турнира чемпионата мира 2022 против сборной Латвии (2:0), открыв счёт на 32-й минуте игры.

## Личная жизнь
Стевен — сын Фрэнка Бергёйса, футболиста, поигравшего за «Волендам», «ВВВ-Венло», «Камбюр» и многие другие клубы Нидерландов. Он также провёл один матч за сборную Нидерландов. Его брат Кристиан Бергёйс тоже футболист. Он выступал за молодёжные команды «Витесса», а в 2011 году был на просмотре в «Тоттенхэме» и «Челси».

## Достижения
«Твенте»
- Серебряный призёр Чемпионата Нидерландов: 2010/11
- Обладатель Суперкубка Нидерландов (2): 2010, 2011
- Обладатель Кубка Нидерландов: 2010/11

АЗ
- Обладатель Кубка Нидерландов: 2012/13;

«Фейеноорд»
- Чемпион Нидерландов: 2016/17
- Обладатель Кубка Нидерландов: 2017/18
- Обладатель Суперкубка Нидерландов: 2017

«Аякс»
- Чемпион Нидерландов: 2021/22

## Статистика выступлений

### Клубная карьера
| Выступление      | Выступление      | Выступление      | Лига | Лига | Кубки | Кубки | Еврокубки | Еврокубки | Прочие | Прочие | Итого | Итого |
| Клуб             | Лига             | Сезон            | Игры | Голы | Игры  | Голы  | Игры      | Голы      | Игры   | Голы   | Игры  | Голы  |
| ---------------- | ---------------- | ---------------- | ---- | ---- | ----- | ----- | --------- | --------- | ------ | ------ | ----- | ----- |
| Твенте           | Эредивизи        | 2010/11          | 1    | 0    | —     | —     | —         | —         | —      | —      | 1     | 0     |
| Твенте           | Эредивизи        | 2011/12          | 7    | 1    | 2     | 4     | 5         | 0         | 1      | 0      | 15    | 5     |
| Твенте           | Итого            | Итого            | 8    | 1    | 2     | 4     | 5         | 0         | 1      | 0      | 16    | 5     |
| → ВВВ-Венло      | Эредивизи        | 2011/12          | 16   | 2    | —     | —     | —         | —         | 4      | 2      | 20    | 4     |
| → ВВВ-Венло      | Итого            | Итого            | 16   | 2    | —     | —     | —         | —         | 4      | 2      | 20    | 4     |
| АЗ               | Эредивизи        | 2012/13          | 23   | 0    | 3     | 0     | 1         | 0         | —      | —      | 27    | 0     |
| АЗ               | Эредивизи        | 2013/14          | 25   | 8    | 5     | 1     | 7         | 0         | 4      | 1      | 41    | 10    |
| АЗ               | Эредивизи        | 2014/15          | 22   | 11   | 2     | 0     | —         | —         | —      | —      | 24    | 11    |
| АЗ               | Итого            | Итого            | 70   | 19   | 10    | 1     | 8         | 0         | 4      | 1      | 92    | 21    |
| Уотфорд          | АПЛ              | 2015/16          | 9    | 0    | 2     | 0     | —         | —         | —      | —      | 11    | 0     |
| Уотфорд          | Итого            | Итого            | 9    | 0    | 2     | 0     | —         | —         | —      | —      | 11    | 0     |
| Фейеноорд        | Эредивизи        | → 2016/17        | 30   | 7    | 4     | 1     | 3         | 0         | —      | —      | 37    | 8     |
| Фейеноорд        | Эредивизи        | 2017/18          | 31   | 18   | 5     | 4     | 6         | 1         | 1      | 0      | 43    | 23    |
| Фейеноорд        | Эредивизи        | 2018/19          | 33   | 12   | 4     | 1     | 2         | 0         | 1      | 0      | 40    | 13    |
| Фейеноорд        | Эредивизи        | 2019/20          | 24   | 15   | 4     | 4     | 10        | 3         | —      | —      | 38    | 22    |
| Фейеноорд        | Эредивизи        | 2020/21          | 31   | 18   | 2     | 1     | 6         | 1         | 2      | 1      | 41    | 21    |
| Фейеноорд        | Итого            | Итого            | 149  | 70   | 19    | 11    | 27        | 5         | 4      | 1      | 199   | 87    |
| Аякс             | Эредивизи        | 2021/22          | 33   | 8    | 4     | 1     | 8         | 3         | 1      | 0      | 46    | 12    |
| Аякс             | Эредивизи        | 2022/23          | 29   | 9    | 4     | 0     | 8         | 2         | 1      | 0      | 42    | 11    |
| Аякс             | Эредивизи        | 2023/24          | 20   | 5    | 0     | 0     | 9         | 3         | —      | —      | 29    | 8     |
| Аякс             | Эредивизи        | 2024/25          | 26   | 2    | 2     | 0     | 14        | 1         | —      | —      | 42    | 3     |
| Аякс             | Итого            | Итого            | 108  | 24   | 10    | 1     | 39        | 9         | 2      | 0      | 159   | 34    |
| Всего за карьеру | Всего за карьеру | Всего за карьеру | 360  | 116  | 43    | 17    | 79        | 14        | 15     | 4      | 497   | 151   |

### Список матчей за сборную
| Матчии и голы Бергёйса за сборную Нидерландов | Матчии и голы Бергёйса за сборную Нидерландов | Матчии и голы Бергёйса за сборную Нидерландов | Матчии и голы Бергёйса за сборную Нидерландов | Матчии и голы Бергёйса за сборную Нидерландов | Матчии и голы Бергёйса за сборную Нидерландов |
| --------------------------------------------- | --------------------------------------------- | --------------------------------------------- | --------------------------------------------- | --------------------------------------------- | --------------------------------------------- |
| №                                             | Дата                                          | Соперник                                      | Счёт                                          | Голы Бергёйса                                 | Соревнование                                  |
| 1                                             | 27 мая 2016                                   | Ирландия                                      | 1:1                                           | —                                             | Товарищеский матч                             |
| 2                                             | 1 июня 2016                                   | Польша                                        | 2:1                                           | —                                             | Товарищеский матч                             |
| 3                                             | 4 июня 2016                                   | Австрия                                       | 2:0                                           | —                                             | Товарищеский матч                             |
| 4                                             | 1 сентября 2016                               | Греция                                        | 1:2                                           | —                                             | Товарищеский матч                             |
| 5                                             | 6 сентября 2016                               | Швеция                                        | 1:1                                           | —                                             | Чемпионат мира 2018 (отбор)                   |
| 6                                             | 13 ноября 2016                                | Люксембург                                    | 3:1                                           | —                                             | Чемпионат мира 2018 (отбор)                   |
| 7                                             | 28 марта 2017                                 | Италия                                        | 1:2                                           | —                                             | Товарищеский матч                             |
| 8                                             | 31 мая 2017                                   | Марокко                                       | 2:1                                           | —                                             | Товарищеский матч                             |
| 9                                             | 4 июня 2017                                   | Кот-д’Ивуар                                   | 5:0                                           | —                                             | Товарищеский матч                             |
| 10                                            | 9 ноября 2017                                 | Шотландия                                     | 1:0                                           | —                                             | Товарищеский матч                             |
| 11                                            | 14 ноября 2017                                | Румыния                                       | 3:0                                           | —                                             | Товарищеский матч                             |
| 12                                            | 26 марта 2018                                 | Португалия                                    | 3:0                                           | —                                             | Товарищеский матч                             |
| 13                                            | 31 мая 2018                                   | Словакия                                      | 1:1                                           | —                                             | Товарищеский матч                             |
| 14                                            | 4 июня 2018                                   | Италия                                        | 1:1                                           | —                                             | Товарищеский матч                             |
| 15                                            | 9 сентября 2019                               | Эстония                                       | 4:0                                           | —                                             | Чемпионат Европы 2020 (отбор)                 |
| 16                                            | 16 ноября 2019                                | Северная Ирландия                             | 0:0                                           | —                                             | Чемпионат Европы 2020 (отбор)                 |
| 17                                            | 7 октября 2020                                | Мексика                                       | 0:1                                           | —                                             | Товарищеский матч                             |
| 18                                            | 11 октября 2020                               | Босния и Герцеговина                          | 0:0                                           | —                                             | Лига наций УЕФА 2020/2021                     |
| 19                                            | 11 ноября 2020                                | Испания                                       | 1:1                                           | —                                             | Товарищеский матч                             |
| 20                                            | 15 ноября 2020                                | Босния и Герцеговина                          | 3:1                                           | —                                             | Лига наций УЕФА 2020/2021                     |
| 21                                            | 18 ноября 2020                                | Польша                                        | 2:1                                           | —                                             | Лига наций УЕФА 2020/2021                     |
| 22                                            | 24 марта 2021                                 | Турция                                        | 2:4                                           | —                                             | Чемпионат мира 2022 (отбор)                   |
| 23                                            | 27 марта 2021                                 | Латвия                                        | 2:0                                           | 1                                             | Чемпионат мира 2022 (отбор)                   |
| 24                                            | 30 марта 2021                                 | Гибралтар                                     | 7:0                                           | 1                                             | Чемпионат мира 2022 (отбор)                   |
| 25                                            | 2 июня 2021                                   | Шотландия                                     | 2:2                                           | —                                             | Товарищеский матч                             |
| 26                                            | 6 июня 2021                                   | Грузия                                        | 3:0                                           | —                                             | Товарищеский матч                             |
| 27                                            | 21 июня 2021                                  | Северная Македония                            | 3:0                                           | —                                             | Чемпионат Европы 2020                         |
| 28                                            | 27 июня 2021                                  | Чехия                                         | 0:2                                           | —                                             | Чемпионат Европы 2020                         |
| 29                                            | 1 сентября 2021                               | Норвегия                                      | 1:1                                           | —                                             | Чемпионат мира 2022 (отбор)                   |
| 30                                            | 4 сентября 2021                               | Черногория                                    | 4:0                                           | —                                             | Чемпионат мира 2022 (отбор)                   |
| 31                                            | 7 сентября 2021                               | Турция                                        | 6:1                                           | —                                             | Чемпионат мира 2022 (отбор)                   |
| 32                                            | 8 октября 2021                                | Латвия                                        | 1:0                                           | —                                             | Чемпионат мира 2022 (отбор)                   |
| 33                                            | 11 октября 2021                               | Гибралтар                                     | 6:0                                           | —                                             | Чемпионат мира 2022 (отбор)                   |
| 34                                            | 26 марта 2022                                 | Дания                                         | 4:2                                           | —                                             | Товарищеский матч                             |
| 35                                            | 29 марта 2022                                 | Германия                                      | 1:1                                           | —                                             | Товарищеский матч                             |
| 36                                            | 3 июня 2022                                   | Бельгия                                       | 4:1                                           | —                                             | Лига наций УЕФА 2022/2023                     |
| 37                                            | 11 июня 2022                                  | Польша                                        | 2:2                                           | —                                             | Лига наций УЕФА 2022/2023                     |
| 38                                            | 22 сентября 2022                              | Польша                                        | 2:0                                           | —                                             | Лига наций УЕФА 2022/2023                     |
| 39                                            | 25 сентября 2022                              | Бельгия                                       | 1:0                                           | —                                             | Лига наций УЕФА 2022/2023                     |
| 40                                            | 21 ноября 2022                                | Сенегал                                       | 2:0                                           | —                                             | Чемпионат мира 2022                           |
| 41                                            | 25 ноября 2022                                | Эквадор                                       | 1:1                                           | —                                             | Чемпионат мира 2022                           |
| 42                                            | 29 ноября 2022                                | Катар                                         | 2:0                                           | —                                             | Чемпионат мира 2022                           |
| 43                                            | 9 декабря 2022                                | Аргентина                                     | 2:2 (3:4 пен.)                                | —                                             | Чемпионат мира 2022                           |
| 44                                            | 24 марта 2023                                 | Франция                                       | 0:4                                           | —                                             | Чемпионат Европы 2024 (отбор)                 |
| 45                                            | 27 марта 2023                                 | Гибралтар                                     | 3:0                                           | —                                             | Чемпионат Европы 2024 (отбор)                 |
| 46                                            | 10 сентября 2023                              | Ирландия                                      | 2:1                                           | —                                             | Чемпионат Европы 2024 (отбор)                 |

Итого: 46 матчей / 2 гола; 27 побед, 12 ничьих, 7 поражений.